# Târgu Frumos
Târgu Frumos is een stad (oraș) in het Roemeense district Iași. De stad telt 13.619 inwoners (2002).